# Stenjevac
Stenjevac es un pueblo ubicado en la municipalidad de Despotovac, en el distrito de Pomoravlje, Serbia.

## Superficie
Posee una superficie de 18,02 kilómetros cuadrados.

## Demografía
Hasta 2011 la población era de 608 habitantes, con una densidad de población de 33,74 habitantes por kilómetro cuadrado.